# آلتو (نیومکزیکو)
آلتو، نیو مکزیکو (به انگلیسی: Alto, New Mexico) یک منطقهٔ مسکونی در ایالات متحده آمریکا است که در نیومکزیکو واقع شده‌است.